# Andrea Coghe
Andrea Coghe detto Tempesta” (Siena, 23 marzo 1989) è un fantino italiano.
Figlio di Massimo Coghe detto Massimino II, ha vinto il Palio di Siena in occasione del Palio straordinario del 20 ottobre 2018, nella Contrada della Tartuca.

## Palio di Siena

### La vittoria
Dopo un lungo allineamento ai canapi e due partenze annullate, Tempesta è scattato indietro rispetto a Chiocciola, Giraffa e Selva. Al secondo giro, alla curva del Casato, riesce tuttavia a raggiungere la testa della corsa. Proprio in curva il fantino cade, ma il barbero Remorex continua la sua corsa senza farsi superare da nessuno, centrando così il successo.
Per il Palio di luglio del 2022 monta il cavallo Volpino per la Contrada del Leocorno. Tuttavia, a causa di un infortunio al cavallo durante le fasi della "mossa", è costretto al ritiro.

### Presenze al Palio di Siena
Le vittorie sono evidenziate ed indicate in neretto.
| Palio           | Contrada | Cavallo              | Note      |
| --------------- | -------- | -------------------- | --------- |
| 2 luglio 2017   | Selva    | Solu Tue Due         |           |
| 16 agosto 2017  | Selva    | Quasimodo di Gallura |           |
| 20 ottobre 2018 | Tartuca  | Remorex              | scosso    |
| 2 luglio 2019   | Selva    | Remistirio           |           |
| 16 agosto 2019  | Istrice  | Oppio                |           |
| 2 luglio 2022   | Leocorno | Volpino              | Non corre |
| 2 luglio 2023   | Drago    | Ungaros              |           |
| 16 agosto 2023  | Drago    | Vitzichesu           |           |
| 4 luglio 2024   | Lupa     | Zenis                |           |
| 16 agosto 2025  | Drago    | Zenis                |           |

## Palio di Legnano
| Palio | Contrada    | Cavallo   | Piazzamento           |
| ----- | ----------- | --------- | --------------------- |
| 2013  | San Martino | -         | Eliminato in batteria |
| 2014  | San Martino | -         | Eliminato in batteria |
| 2021  | San Martino | Michelina | Eliminato in batteria |

## Palio di Fucecchio
| Palio | Contrada    | Cavallo           | Piazzamento           | Note                                  |
| ----- | ----------- | ----------------- | --------------------- | ------------------------------------- |
| 2015  | San Pierino | Quisario          | 6°                    |                                       |
| 2016  | San Pierino | Sempre in Piedi   | 6°                    |                                       |
| 2017  | San Pierino | Quintana Roo      | Non corso             | Infortunio al cavallo dopo la tratta. |
| 2018  | Querciola   | Contestetou       | Eliminato in batteria |                                       |
| 2021  | Massarella  | Farfadet Du Pecos | Eliminato in batteria |                                       |
| 2025  | Querciola   | Eccolo            | Eliminato in batteria |                                       |